# Alma Kettig
Alma Kettig (* 5. November 1915 in Barmen; † 5. August 1997 in Wuppertal) war eine deutsche Politikerin der SPD, Widerstandskämpferin gegen den Nationalsozialismus, Gewerkschafterin und Friedensaktivistin.

## Leben und Beruf
Alma Kettig wuchs in einer sozialdemokratischen Familie auf. Nach dem Besuch der Volksschule erlernte sie auf der Städtischen Handelsschule in Wuppertal-Barmen den Beruf der Stenotypistin, in dem sie bis 1938 auch bei der Volksfürsorge und anderen Versicherungen arbeitete. Anschließend war sie bis 1946 als Buchhalterin und Büroleiterin tätig. Danach arbeitete sie als Sekretärin in Witten. Nach ihrem Ausscheiden aus dem Bundestag war Alma Kettig als freie Journalistin tätig.

## Politische Aktivitäten
Als die SPD-Fraktion im deutschen Reichstag 1931 dem Bau von Panzerkreuzern zustimmte, trat ihre Mutter aus der SPD aus und der Sozialistischen Arbeiterpartei (SAP) bei. Ihr Vater und eine Schwester blieben in der SPD, ein Bruder wurde Mitglied der KPD. Alma Kettig engagierte sich in der Sozialistischen Arbeiter-Jugend (SAJ), der sie 1929 beigetreten war. Dort ging man auf Fahrt, klebte Plakate und verteilte Flugblätter, so gegen den aufkommenden Nationalsozialismus. An die letzte Demonstration der Wuppertaler NS-Gegner am 30. Januar 1933 erinnerte sie sich als an „eine machtvolle gemeinsame Demonstration aller Linken, leider viel zu spät. Aber sie gab uns doch das Gefühl von Zusammengehörigkeit und Solidarität.“ Nach der Kundgebung stürmte SA die Wohnung der Familie Kettig und konfiszierte Bücher und andere Schriften. Der Vater wurde inhaftiert, weil er SA-Parolen von Schaufensterscheiben entfernt hatte. Nach seiner Entlassung wurde er strafversetzt. Bruder Otto verlor seine Arbeit bei der Ortskrankenkasse.
Nach der Machtergreifung der NSDAP  beteiligte Alma Kettig sich an Widerstandsaktivitäten, leistete Botendienste, um Nachrichten weiterzugeben, und schmuggelte Briefe. Nachdem ihre SAJ-Gruppe mit Peitschen und Hunden aus dem städtischen Jugendheim vertrieben worden war, traf sich die Gruppe illegal. 1934 tauchte ihr Bruder unter, 1936 wurde er festgenommen und in Bremen im Zuchthaus inhaftiert. Mit Rücksicht auf ihre inzwischen erkrankte Mutter und aus Angst vor Verhaftung gab sie nun die konspirative Arbeit auf.
1945 trat sie der SPD bei, ihre Schwerpunkte waren hier Frauen-, Sozial- und Friedenspolitik. 1945 wurde sie zur Frauenreferentin ihrer Partei im Bezirk Recklinghausen, 1946 in den Bezirksausschuss der Jungsozialisten und in den Bezirksfrauenausschuss bei der IG Chemie-Papier-Keramik gewählt. Seit 1952 war sie eine von vier Frauen im Stadtparlament in Witten. 1953 und dann 1957 wurde sie für Witten in den Deutschen Bundestag gewählt, wo sie feststellen zu können meinte, dass „die wirklich politischen Sachen, Justizausschuss, Außenpolitik, Wirtschaft“ fest in den Händen der „Herren der Schöpfung“ waren.
Innerhalb der SPD gehörte Kettig zum linken Flügel und zu den Gegnern der Wiederbewaffnung. „Ausrottung des Nazismus, Vernichtung des Militarismus und Aufbau einer sozialistischen Gesellschaft“ seien ihre Ziele gewesen, erklärte sie später. Ihre Biographin Gisela Notz beschreibt sie als „Linkssozialistin im Deutschen Bundestag“. Als am 6. März 1956 im Bundestag mit einer Grundgesetzänderung die Remilitarisierung beschlossen wurde und 50 SPD-Abgeordnete der Abstimmung fernblieben, gehörte sie zu den 19, die mit „Nein“ stimmten. Später kommentierte sie, die SPD habe damals „alle Grundlinien aufgegeben, auf die die sozialdemokratische, die deutsche und die internationale Politik 1945 aufgebaut“ habe. Es habe ja „Kooperation und nicht Konfrontation (geben)“ sollen.
Nachdem die SPD sich in der Kampagne Kampf dem Atomtod gegen eine atomare Aufrüstung gewandt, jedoch die Bundestagswahl 1957 verloren hatte, gab sie ihren Widerstand auf – das trug Alma Kettig nicht mit. In der nachfolgenden Auseinandersetzung um die Notstandsgesetze stimmte sie 1965 gemeinsam mit elf weiteren SPD-Abgeordneten und bei Absenz vieler anderer gegen deren Verabschiedung. Kettig qualifizierte Zustimmung und Nichtteilnahme als „Denken im Chor“. Sie stimmte als einziges Mitglied der Fraktion gegen den Verteidigungsetat. Ihre Partei setzte sie unter Druck, ihren Sitz im Bundestag aufzugeben. Bundesinnenminister Hermann Höcherl beschuldigte sie, vertrauliche Informationen an die Deutsche Friedensunion (DFU) oder an Behörden der DDR weitergegeben zu haben. Ihr Telefon wurde abgehört. Kettig wies die Anschuldigungen zurück. 2013 stellte ein Gutachten der Bundesbeauftragten für die Unterlagen des Staatssicherheitsdienstes fest, dass sich weder feststellen lasse, ob Kettig „abgeschöpft“ worden sei, noch ob sie „bewusst Informationen an wen auch immer“ weitergegeben habe, noch lasse „sich etwas über Inhalt und Umfang des möglichen Informationsflusses sagen“. Sie erkrankte und legte kurz vor Ende der Legislaturperiode 1965 alle Ämter im Bundestag nieder.
1970 entschied sie sich, der Westdeutschen Frauenfriedensbewegung (WFFB) beizutreten.
Als die WFFB im Zuge der Entspannungspolitik jede Bedeutung verlor und sich in der Mitte der 1970er Jahre auflöste, initiierten Alma Kettig, Ingeborg Küster und Elly Steinmann zusammen mit Frauen der neuen Frauenbewegung und mit Gewerkschafterinnen die Demokratische Fraueninitiative (DFI). Ziel war es, die „Gleichberechtigung in einer humanen Gesellschaft“ zu erreichen. Es ging um die Durchsetzung des Rechts auf Arbeit und auf gleiche Entlohnung für Frauen und friedenspolitisch u. a. darum, die Rekrutierung auch von Frauen für die Bundeswehr zu verhindern.
Nach ihrem Ausscheiden aus dem Bundestag war Kettig drei Jahre erwerbslos. Anschließend arbeitete sie im Großhandel. Sie wurde erneut gewerkschaftlich tätig und übte bis 1975 auf lokaler und regionaler Ebene Funktionen in der IG Chemie, Papier, Keramik aus. Dennoch sah sie sich auch dort als Linke stigmatisiert. Im Bereich der Verwaltungsstelle habe es Funktionäre gegeben, die mit ihrer politischen Meinung nicht einverstanden gewesen seien und das auch immer wieder deutlich gemacht hätten. Dennoch habe sie weitergearbeitet. Ein weiteres politisches Tätigkeitsfeld ergab sich in der Bewegung gegen den Vietnamkrieg. Alma Kettig wandte sich gegen die US-Politik, nahm an Podiumsdiskussionen teil, schrieb Beiträge in unterschiedlichen Medien und sammelte auf Basaren Mittel für die Vietnam-Hilfe. Bereits 1966 war sie als Mitglied der Deutschen Friedensgesellschaft (DFG) in den Vorstand des westdeutschen Landesverbandes gewählt worden. Gleichzeitig war sie in der WFFB aktiv und redigierte deren Zeitschrift Frau und Frieden. Ihre Hauptaktivität lag bei dem Thema: „Frauen in die Bundeswehr, wir sagen nein.“ Sie war weiterhin ehrenamtliche Funktionärin. 1983 wurde sie zur stellvertretenden Bundesvorsitzenden des Deutschen Freidenkerverbandes gewählt.